# 3.ª Região Militar
A 3ª Região Militar (3ª RM) é uma das doze regiões militares do Exército Brasileiro, sediada em Porto Alegre e com jurisdição sobre o Rio Grande do Sul. Subordinada ao Comando Militar do Sul, tem responsabilidades administrativas e logísticas em território gaúcho. Até 1944–1953 seus comandantes tiveram também autoridade sobre as unidades combatentes no Rio Grande do Sul, onde estava concentrada a força do Exército.

## Organização
A 3ª RM é o grande comando territorial de apoio logístico e administrativo no Rio Grande do Sul. É subordinado ao Comando Militar do Sul, cujos comandos operacionais no estado são a 3ª e 6ª Divisões de Exército. Ela comandava organizações em 13 municípios em 2017, com instalações de saúde, instrução e logística. Entre outras atividades, ela é responsável pela mobilização, contabilidade de imóveis e suprimento. A região conta com a maior unidade logística do Exército, o 3º Batalhão de Suprimento. De sua sede na Região Metropolitana de Porto Alegre, ele abastece guarnições diretamente ou através de quatro batalhões logísticos no interior, respectivamente em Bagé, Santa Maria, Santiago e Alegrete. O transporte é em viaturas próprias através das rodovias, mas sua sede tem também conexões ferroviárias aos destinos.
| - Base de Administração e Apoio da 3ª Região Militar, Porto Alegre - Campo de Instrução Barão de São Borja, Rosário do Sul - Campo de Instrução de Rincão, São Borja - Hospital Militar de Área de Porto Alegre, Porto Alegre - Hospital de Guarnição de Santa Maria, Santa Maria - Hospital de Guarnição de Alegrete, Alegrete - Hospital de Guarnição de Bagé, Bagé - Hospital de Guarnição de Santiago, Santiago - Policlínica Militar de Porto Alegre, Porto Alegre - 3º Grupamento Logístico, Porto Alegre - 3º Batalhão de Suprimento - 13ª Companhia Depósito de Armamento e Munição - Parque Regional de Manutenção da 3ª RM - Depósito de Subsistência de Santa Maria - Depósito de Subsistência de Santo Ângelo - Arsenal de Guerra General Câmara, Porto Alegre |

## História
Com essa numeração, a 3ª Região Militar surgiu em 1919, mas sua história oficial é traçada até 1807, com a criação da Capitania de São Pedro do Rio Grande do Sul. Formações responsáveis pelo Rio Grande do Sul existiram antes de 1919: o Comando das Armas da Província do Rio Grande do Sul, no Império, o 6º Distrito Militar, de 1891, 12ª Região de Inspeção Permanente, de 1908, e 7ª Região Militar, de 1915.
Originalmente os comandos da 3ª RM e 3ª Divisão de Infantaria (DI) eram exercidos pelo mesmo oficial, que tinha também autoridade sobre as três divisões de cavalaria no estado. Os maiores efetivos militares eram concentrados no Rio Grande do Sul desde o Império. Na República Velha, oscilavam entre um quarto e um terço do efetivo nacional. Os oficiais eram social e politicamente valorizados no estado, e vários comandantes da 3ª RM galgaram o Ministério da Guerra. Muitos oficiais eram gaúchos, e mesmo os de outros estados frequentemente casavam com gaúchas. A Brigada Militar, “exército estadual” do governo gaúcho, era altamente militarizada e foi transformada em reserva para o Exército.
Na Revolução de 1930 o comando regional estava com o general Gil de Almeida, fiel ao governo federal, mas sua liderança estava fragmentada. Os revolucionários conseguiram dominar o quartel-general, prender o general e derrotar ou incorporar suas tropas no estado. Em 1937 o presidente Getúlio Vargas posicionou no comando o general Daltro Filho como parte de suas articulações contra o governador gaúcho Flores da Cunha. Em outubro, Daltro Filho apresentou a Flores um decreto presidencial de federalização da Brigada Militar. O governador aceitou e renunciou. Daltro Filho foi nomeado interventor, governando o estado até 1938.
O comando da divisão de infantaria foi separado da 3ª RM em 1944, e das divisões de cavalaria no ano seguinte. Todos esses comandos foram subordinados à Zona Militar Sul, precursora do Comando Militar do Sul, instalada em Porto Alegre em 1953. As atribuições restantes  do comandante da 3ª RM eram de apoio. As unidades combatentes ainda subordinadas eram as que estavam fora das divisões. Em 1960 a região ainda comandava dois batalhões de carros de combate leves e um grupo de artilharia antiaérea; em 1980, nenhuma unidade combatente.